# Anders Jormin
Anders Jormin (Jönköping, 7 settembre 1957) è un contrabbassista e compositore svedese.

## Biografia
Nel 1979 si è diplomato alla scuola musicale di Göteborg in contrabbasso e improvvisazione.
In qualità di contrabbassista e compositore ha una buona fama sulla scena internazionale. Ha collaborato con un grande numero di affermati musicisti, fra cui  Gilberto Gil, Lee Konitz, Elvin Jones, Joe Henderson, Don Cherry, Charles Lloyd, Mike Mainieri, Joe Lovano, Jack deJohnette, Kenny Wheeler, Albert Mangelsdorff, Tomasz Stańko, Dino Saluzzi, John Surman, John Taylor, Mark Feldman, Paul Motian, Joey Baron, Tom Rainey, Jon Balke, Vertavo string quartet, Ann-Sofi von Otter, Norma Winstone e Marilyn Crispell.
Si esibisce in Europa, negli USA e in Giappone, inoltre, per brevi periodi di tempo, studia musica etnica a Cuba e in Mozambico. Attualmente fa parte del trio di Bobo Stenson e del gruppo svedese dr Dingo. È anche impegnato a creare e sviluppare propri progetti. 
Come artista registra con la casa discografica ECM.
In Svezia Jormin ha ricevuto numerosi premi. L'album Alone ha vinto nel 1991 il premio “Disco dell'anno” fra tutte le categorie. Ha vinto per tre volte il “Grammy” svedese per il miglior album jazz.
Jormin svolge da 25 anni attività di insegnamento in contrabbasso e di improvvisazione presso la Musikhögskolan di Göteborg, dove ha contribuito a realizzare un dipartimento di jazz.
Nel 1995 gli è stato offerto il ruolo di professore presso l'Accademia Sibelius a Helsinki.
Nel 2003 ha ricevuto  la laurea honoris causa insieme al direttore d'orchestra finlandese Esa-Pekka Salonen e a Georg Sokolov all'Accademia Sibelius in Finlandia.

## Discografia
- Come leader
  - Nordic light (Dragon)
  - Eight pieces (Dragon)
  - Alone (Dragon)
  - Jord (Dragon)
  - Once (Dragon)
  - Silvae (Dragon)
  - Xieyi (ECM)
  - In winds, in light (ECM)
  - Aviaja (Footprint records)
- Con Charles Lloyd (edizioni ECM)	
  - Notes from Big Sur
  - The call
  - All my relations
  - Canto
- Con il trio di Bobo Stenson
  - Very early (Dragon)
  - Reflections (ECM)
  - War orphans (ECM)
  - Serenity (ECM)
  - Goodbye (ECM)
  - Cantando (ECM)
  - Indicum (ECM)
- Con Tomasz Stanko
  - Bosanossa (Gowi)
  - Matka Joanna (ECM)
  - Liosia (ECM)
  - From the green hill (ECM)
- Con Don Cherry
  - Dona Nostra (ECM)
- Con Elvin Jones / Albert Mangelsdorff
- Hot hut (EMI)
- Con Bendik/Django Bates (edizioni Verve)	
  - Metamorphoses
  - Colours
- Con Entra
  - Live lights (Timeless)
  - Ballet (LJ Records)
  - In Concert (LJ Records)
- Con Magnetic north
  - Further (ECM)
  - Solarized (EmArcy)
  - Kyanos (ECM)
- Con Mats Gustafsson / Christian Jormin
  - Opus Apus (LJ Records)
- Con Dr Dingo
  - New Age (IAM)
  - Relaxin' at Kartong Inn (GAC)
- Con Mark Feldman
  - What exit (ECM)
- Con Sinikka Langeland
  - Starflowers (ECM)
- Con Morten Halle
  - Ten easy pieces (Curling legs)
- Con Kenny Wheeler/ John Abercrombie
  - It takes two! (CAM)
- Con Rita Marcotulli
  - Koiné (Suoni music)
- Con Mats Bergström
  - Perceptions of time (Caprice)